# Eunice Groark
Eunice Groark (* 1. Februar 1938 in Hartford, Connecticut als Eunice Barnard Strong; † 9. Mai 2018 in Bloomfield, Connecticut) war eine US-amerikanische Politikerin. Zwischen 1991 und 1995 war sie Vizegouverneurin des Staates Connecticut.

## Werdegang
Eunice Groark absolvierte das Bryn Mawr College. Anschließend studierte sie an der University of Connecticut Jura. Später arbeitete sie auch als Rechtsanwältin. Politisch schloss sie sich zunächst der Republikanischen Partei an. Zwischen 1981 und 1985 saß sie im Stadtrat von Hartford. Außerdem war sie Mitglied vieler regionaler Kommissionen. Politisch wechselte sie zu der 1990 vom früheren US-Senator und künftigen Gouverneur Lowell P. Weicker gegründeten A Connecticut Party.
In diesem Jahr wurde Groark an der Seite von Weicker zur Vizegouverneurin des Staates Connecticut gewählt. Dieses Amt bekleidete sie zwischen 1991 und 1995. Dabei war sie Stellvertreterin des Gouverneurs und Vorsitzende des Staatssenats. Im Jahr 1994 kandidierte sie erfolglos für den Gouverneursposten. Nach dem Ende ihrer Zeit als Vizegouverneurin arbeitete sie in der freien Wirtschaft. Unter anderem war sie für die Firma Virtus Variable Insurance Trust tätig.